# Stateczna i postrzelona
Stateczna i postrzelona – powieść obyczajowa (z elementami powieści sensacyjnej) Moniki Szwai z roku 2005.

## Opis fabuły
Życie 25-letniej pięknej i zgrabnej Emilii wyglądało dotąd jak z bajki: miała przystojnego i bogatego narzeczonego, który obsypywał ją drogimi prezentami i obdarzał wielkim uczuciem, żyła w przepięknym domu i nie musiała się martwić o pieniądze. Czar prysł, gdy pewnego dnia do domu przybyli antyterroryści, a narzeczony okazał się groźnym gangsterem o pseudonimie Kałach. Emilia zamieszkała ze swoją przyjaciółką, Ludwiką (zwaną Lulą), 35-letnią samotną kustoszką muzeum (z wykształcenie historyk sztuki). Razem wyjeżdżają odpocząć do Rotmistrzówki w Marysinie (fikcyjna miejscowość usytuowana przez autorkę powieści pomiędzy Karpaczem a Kowarami). Pojawiają się tam dawni przyjaciele Luli – Wiktor z żoną Ewą i córką Jagodą oraz Janek samotnie wychowujący syna Kajtka.
Rotmistrzówka (dworek) jest własnością starszej pani, nazywanej przez wszystkim po prostu Babcią, wdowy po panu rotmistrzu. Babcia obawia się, że bez męża nie poradzi sobie z utrzymaniem dworku i koni. Emilia wpada na pomysł, że mogliby otworzyć tu wspólnie gospodarstwo agroturystyczne. Szybko okazuje się, że pomysł nie jest najgorszy i istnieją możliwości jego realizacji. Przyjaciołom udaje się rozreklamować swoje przedsięwzięcie i do rotmistrzówki przyjeżdżają pierwsi goście. Z czasem interes zaczyna przynosić korzyści. Jednym z gości jest także dawna właścicielka Marysina, Niemka. Początkowe obawy co do intencji Niemki okazują się nieuzasadnione.
Jednym z wątków powieści są też komplikacje uczuciowe bohaterów. Lula jest zakochana w Wiktorze, z kolei w Luli kocha się Janek. Babcia wraz z nową niemiecką przyjaciółką wpadają na pomysł, jak rozwiązać ten problem – wystarczy sprawić, że Lula zakocha się w Janku. Przystępują więc do działania. Z kolei Emilia poznaje Rafała, który zajmuje się hippoterapią dzieci z porażeniem mózgowym. Dziewczyna jest nim zafascynowana. Tymczasem z aresztu wychodzi za kaucją gangster Kałach i nie daje Emilii spokoju.